# Ego (rapper)
JUDr. Michal Straka (* 8. listopadu 1983, Lučenec), známý pod uměleckým jménem Ego, je slovenský rapper a také vystudovaný právník. Je členem skupiny Kontrafakt spolu s Rytmusem a DJ Anysem. Sólovou kariéru zahájil vydáním singlu „Žijeme len raz“, který se roku 2012 stal hitem č. 1 ve slovenských rádiích.

## Začátky kariéry
Ve druhé polovině 90. let 20. století tvořil Ego s DJ Anysem (kdysi DJ Aneška) méně známou skupinu Prízrak. Ego odešel na rok do Kanady, odkud ho po devíti měsících za graffiti a vandalismus vyhostili.

### Kontrafakt
V roce 2001 se dvojice setkala s rapperem Rytmusem, a vznikla skupina Kontrafakt. Nejprve vystupovala pod názvem Déjavu.
V roce 2003 vydali maxisingl Dáva mi/Dobré veci/Moja rola. Úspěch kapely Kontrafakt pokračoval i v roce 2004, kdy vydali debutové CD E.R.A. ve vydavatelství Sony Music. V roce 2007 vydal Kontrafakt album Bozk na rozlúčku, který vyšel v Rytmusově vydavatelství Tvoj Tatko Records. Prodalo se ho víc než 20 000 kusů. Navždy je třetí album a bylo vydané dne 16. prosince 2013. Jako první byl z alba představený singl „Stokujeme Vonku“ v červenci 2013. Album obsahuje i dva avizované skryté singly, které se nachází v skladbách „V Mojom Svete“ („Chladný ako ľad“) a „Stokujeme Vonku“ („Keď Jazdíme My“).

### Sólo kariéra
Od alba Bozk Na Rozlúčku hostoval Ego ve více písních, zejména od Rytmuse, mj. na albu Král či na albu slovenské zpěvačky Tiny.
V létě 2012 zveřejnil na YouTube videoklip ke skladbě „Žijeme len raz“, který se během několika týdnů stal nejsledovanějším slovenským videoklipem na YouTube. Autorem hudby je slovenský DJ a producent Robert Burian. Dalším singlem, který byl zveřejněn v červenci 2012, je skladba „Skús Ma Chápať“, za kterou stojí producent Filip Jančík.
V prosinci 2017 vydal svoje 1. sólové album Precedens hosti: Ben Cristovao, Rytmus, Yzomandias, Haha Crew, Laris Diam, Lvcas Dope, Paulie Garand, Tomi. producenti: Jan Lednický, Aceman, Peter Pann, Dalyb, Conspiracy Flat.
V roce 2020 vydal 2.sólové album s názvem EGOTRON.

### Podzemgang
Na začátku roku 2015 představil Ego projekt zvaný Podzemgang, který má sjednotit mladé talentované hudebníky, a pomoci jim tak prorazit na hudební scéně. V únoru toho roku vydal Ego s Podzemgangem pod vydavatelstvím Tvoj Tatko Records debutovou kompilaci z názvem INÍ.

### Podzemgang II
Na začatku 2016 představil Ego projekt zvaný Podzemgang II, který ma sjednotit mladé hudebníky

## Soukromý život
V roce 2014 se mu narodila dcera Nina Sandra Ludmila a v roce 2016 se mu narodila druhá dcera Sofia Dobromila.

## Diskografie

### Mixtapy (sólo)
| Název          | Detaily                                                                                          | Ocenění | Prodej | Nejvyšší zaznamenaná pozice v žebříčcích |
| -------------- | ------------------------------------------------------------------------------------------------ | ------- | ------ | ---------------------------------------- |
| Žijeme len raz | Datum vydání: 30. listopad 2012 Vydavatel: Tvoj Tatko Records/EMI Formát: CD, digitální download | –       | –      | CZ: 13                                   |
| Precedens      | Datum vydání: 27. prosinec 2017 Vydavatel: Tvoj Tatko Records/EMI Formát: CD, digitální download | –       | –      | –                                        |
| Egotron        | Datum vydání: 27. září 2020 Vydavatel: Tvoj Tatko Records/EMI Formát: CD, digitální download     | –       | –      | –                                        |

### Studiová alba (Kontrafakt)
- 2004: E.R.A.
- 2007: Bozk na rozlúčku
- 2013: Navždy
- 2019: Real Newz
- 2021: KF ako Rolls

### Studiová alba (Podzemgang)
- 2015: INÍ (kompilace)

### Ostatní (Kontrafakt)
- 2003: Tri špinavé mená (kompilace)
- 2003: Dáva mi/Dobré veci/Moja rola (12" trojsingl)
- 2005: Murdardo Mulano Tour 2005 (DVD)

### Singly
(Seznam obsahuje i skladby, na kterých se Ego představil jako host)
- 2003: „Pre Všetkých Skutočných 2“ (Špinavý H/R Produkt ft. Ego & Čistychov)
- 2003: „Si Sereš Do Huby“ (Vec ft. Kontrafakt)
- 2003: „Ženy, víno, zpěv“ (Orion ft. Kontrafakt & David Čokoláda)
- 2005: „I tak to osiagne“ (WWO ft. Orion, Włodi, Kontrafakt & Soundkail)
- 2005: „Gipsy“ (Gipsy ft. Kontrafakt)
- 2005: „Kam Vítr, Tam Plášť“ (Orion ft. Ego)
- 2006: „Potrebujem Tvoju Nenávisť“ (Rytmus ft. Ego)
- 2006: „Ivan T. z Prešova“ (Rytmus ft. Druhá Strana & Ego)
- 2006: „Kures funk“ (Rytmus ft. Igor Kmeťo & Ego)
- 2006: „Ani Jeden Skurvy Ma Nezastaví“ (Rytmus ft. Ego)
- 2006: „Jednou“ (Indy & Wich ft. Vladimir 518 & Ego)
- 2007: „Lov“ (L.U.Z.A. ft. Ego)
- 2007: „Jak Sa Vieš Výbať“ (Grimaso ft. Majk Spirit, Orion & Ego)
- 2007: „Limit“ (Kontrafakt ft. Kaidžas)
- 2008: „King Shit“ (Rytmus ft. Ego, Nironic & Indy)
- 2008: „Stojíme Pevně“ (Jay Diesel ft. Kontrafakt)
- 2008: „Carat Tuning Party“ (Kontrafakt)
- 2009: „Spoveď“ (Kaidžas ft. Ego)
- 2009: „Neprosím“ (David Steel ft. Ego)
- 2009: „Na Toto Som Čakal“ (Rytmus ft. Ego)
- 2009: „Šalalaj“ (Rytmus ft. Ego)
- 2009: „Všetko Má Svoj Konec“ (Rytmus ft. Tina & Ego)
- 2011: „Mesto (S3RiOUS remix)“ (Kontrafakt)
- 2011: „Deti Stratenej Generácie“ (Rytmus ft. Ego)
- 2011: „Noc Patrí Nám“ (Rytmus ft. Ego)
- 2011: „Sexxxy“ (Tina ft. Ego)
- 2012: „Žijeme len raz“
- 2012: „Skús Ma Chápať (Maiky Beatz ORIGINAL)“ (Ego)
- 2012: „Skús Ma Chápať (S3RiOUS Remix)“ (Ego)
- 2012: „Skús ma chápať (DJ Wich Remix)“ (Ego)
- 2012: „HK Poprad – Official Hymna“
- 2012: „Každý Deň“ (ft. Tomi Popovič)
- 2012: „Vianoce Sú Zas“ (Rádio Expres ft. Ego)
- 2013: „Moje Prázdniny“ (Ego)
- 2013: „Stokujeme Vonku (Remix)“ (Kontrafakt ft. Radikal, Gleb & Delik)
- 2014: „Molly“ (Ego ft. Ben Cristovao)
- 2014: „V zóne“ (Samey ft. Ego)
- 2014: „Molo“ (Paulie Garand ft. Ego)
- 2014: „Lovecke“ (4D ft. Ego)
- 2014: „CiTy“
- 2014: „Kníšeme sa“
- 2015: „Nezávislost“
- 2015: „Len Tak“ (Majk Spirit ft. Ego, Ektor, Elpe)
- 2015: „Dneska Sa Opustíme“ (Ego ft. Yojo, Sysel)
- 2015: „On Je Len Kamarat“ (Sima ft. Ego)
- 2015: „Hraj“
- 2015: „EEE“
- 2015: „Tie Isté Kecy“
- 2015: „Noc“ (Jofre ft. Ego)
- 2015: „Auta Love Ženy“
- 2015: „Oberam Ťa o Čas“ (Ego X Thomas Fronix)
- 2015: „Posúvam sa“ (Aless ft. Ego)
- 2015: „GTA Lifestyle“
- 2016: „Youth (Mládež)“
- 2016: „JOFRE ft. EGO – 92101“
- 2017: „V Meste Snov“ (Ego x MadSkill)
- 2017: „Vozíme“ (Ego x Ben Cristovao)
- 2019: „Papula“
- 2020: „PUMPA“ (feat. BEN CRISTOVAO x SIMA)

#### Skladby umístěné v žebříčcích
| Rok  | Skladba                                                           | SK Top 100 | SK Top 50 domácí | CZ Top 100 | CZ Top 50 domácí | CZ Top 20 YouTube hudební klipy | CZ Top 50 reálných mobilních zvonění | PL SLiP | Album             |
| ---- | ----------------------------------------------------------------- | ---------- | ---------------- | ---------- | ---------------- | ------------------------------- | ------------------------------------ | ------- | ----------------- |
| 2006 | „I tak to osiągnę“ (WWO ft. Orion, Włodi, Kontrafakt & Soundkail) | –          | –                | –          | –                | –                               | –                                    | 42      | Życie na kredycie |
| 2006 | „Kures Funk“ (Rytmus ft. Ego & Igor Kmeťo)                        | –          | 41               | –          | –                | –                               | –                                    | –       | Bengoro           |
| 2009 | „Všetko Má Svoj Konec“ (Rytmus ft. Ego & Tina)                    | 61         | 10               | 48         | –                | –                               | 40                                   | –       | Kral              |
| 2011 | „Sexxxy“ (Tina ft. Ego)                                           | 43         | 3                | –          | –                | –                               | –                                    | –       | S.E.X.Y.          |
| 2011 | „Deti Stratenej Generácie“ (Rytmus ft. Ego)                       | 39         | 3                | –          | –                | –                               | –                                    | –       | Fenomen           |
| 2012 | „Žijeme len raz“                                                  | 1          | 1                | 3          | 2                | 1                               | –                                    | –       | Žijeme len raz    |
| 2012 | „Každý Deň“ (ft. Tomi Popovič)                                    | 62         | 7                | 24         | 4                | 1                               | –                                    | –       | Žijeme len raz    |
| 2012 | „Noc Patrí Nám“ (Rytmus ft. Ego)                                  | –          | –                | –          | –                | 1                               | –                                    | –       | Fenomen           |
| 2012 | „Vianoce Sú Zas“ (Rádio Expres ft. Ego)                           | 33         | 5                | –          | –                | –                               | –                                    | –       | –                 |
| 2014 | „Molly“ (ft. Ben Cristovao)                                       | –          | –                | –          | 34               | –                               | –                                    | –       | –                 |

### Videoklipy

#### Sólo
- 2012: „Žijeme len raz“
- 2012: „Každý deň“ (ft. Tomi Popovič)
- 2014: „Kníšeme sa“
- 2015: „Nezavislost“
- 2015: „Oberam Ta o Čas“ (Ego X Thomas Fronix)
- 2015: „GTA Lifestyle“
- 2016: „Youth (Mládež)“
- 2017: „Vozíme“ (ft. Gýza. Ben Cristovao)
- 2017: „Runway“ (ft. Paulie Garand, Lvcas Dope)
- 2017: „Robím To Čo Chcem“ (prod. Peter Pann)
- 2017: „V Meste Snov“ (ft. Madskill)
- 2018: „Ako To Cítíš“ (ft. Tomi)
- 2018: „Všetci“
- 2018: „Kým Sme Spolu, Nikdy Nebudeme Sami“ (prod. Robert Burian)
- 2018: „Ideme Ďalej“ (ft. Rytmus)
- 2018: „Láska“ (ft. Laris Diam)
- 2018: „Flexím Ako Gott“ (ft. HAHA Crew, Yzomandias)

#### Kontrafakt
- 2003 – „Dáva Mi“
- 2004 – „E.R.A.“
- 2005 – „Pravda Bolí/Mulano Stylos“
- 2005: „Nelutujem“ (live)
- 2006 – „Moji Ľudia“
- 2007 – „Život Je Boj“
- 2009 – „Bozk Na Rozlúčku“
- 2013 – „Stokujeme Vonku“
- 2013 – „Odviati vetrom“
- 2014 – „JBMNT“
- 2014 – „Kým Neskapem“
- 2014 – „V Mojom Svete“
- 2014 – „Keď Jazdíme My“
- 2014 – „Podzemie“
- 2014 – „SSMD“
- 2019 – „Ideme Dnu“
- 2019 – „Neviditelnej (ft. Viktor Sheen & Calin)“
- 2019 – „JLo“ (ft. Mirez, Dalyb, Zayo, Dokkeytino & Porshe Boy)“
- 2019 – „Si Sa Namotal“
- 2020 – „Pocity (ft. Sima)“
- 2020 – „Instagram“
- 2020 – „Mesiac“
- 2021 – „Reklama na Rap“
- 2021 – „Iní“

#### Ostatní
- 2006: "Kures Funk" (Rytmus feat. Ego & Igor Kmeťo)
- 2006: "Potrebujem Tvoju Nenávisť/Temeraf" (Rytmus feat. Ego)
- 2006: "I Tak To Osiągnę" (WWO feat. Kontrafakt, Orion, Wlodi & Soundkail)
- 2010: "Všetko Má Svoj Konec" (Rytmus feat. Tina & Ego)
- 2012: "Deti stratenej generácie" (Rytmus ft. Ego)
- 2012: "Noc patrí nám" (Rytmus ft. Ego)
- 2012: "Vianoce sú zas" (Rádio Expres ft. Ego)
- 2014: ''Molly'' (Ben Cristovao ft. Ego)
- 2014: "LOVECKE" (4D ft.Ego )
- 2014: "Molo" (Paulie Garand/Kenny Rough ft.Ego)
- 2018 – „Cesta“ (Lvcas Dope ft. Rytmus, Ego & Kali)
- 2018 – „Toto Neni Hudba“ (Čis T ft. Ego & Rytmus)

## Ocenění a nominace
MusicBox awards
| Rok  | Nominovaná práce | Ocenění                         | Výsledek  |
| ---- | ---------------- | ------------------------------- | --------- |
| 2004 | Kontrafakt       | Nejúspěšnější slovenská skupina | Vítězství |

Osobnost televizní obrazovky
| Rok  | Nominovaná práce | Ocenění     | Výsledek |
| ---- | ---------------- | ----------- | -------- |
| 2012 | Ego              | Zpěvák roku | Nominace |

Zlatý slavík
| 2012 | „Žijeme len raz“ | Hit roku       | Vítězství |
| 2012 | „Žijeme len raz“ | Videoklip roku | Vítězství |